# Giuseppe Scategni
Giuseppe Scategni (Taviano, 1º agosto 1911 – Roma, 15 novembre 1963) è stato un calciatore e allenatore di calcio italiano.

## Carriera

### Giocatore
Attaccante sovente utilizzato sulla fascia sinistra, cresce nel Galatina (Seconda Divisione), da cui passa al Bari.
Con i biancorossi realizza 39 reti in due campionati di Serie B, contribuendo alla promozione della sua squadra in Serie A.
Nelle due successive stagioni nel massimo campionato ha 3 reti all'attivo.
Passa quindi al Perugia prima ed al Genova poi, dove riprende a segnare con più continuità, dando un contributo importante alla promozione in Serie A dei liguri.
L'anno successivo, nel massimo campionato, segna tre gol.
Scende nuovamente in Serie B, dove veste le maglie di Spezia, Messina, Atalanta e Pisa.
Soltanto con i bergamaschi si avvicina ai suoi standard realizzativi, concludendo poi la carriera in Serie C giocando nel Colleferro.

### Allenatore
Da allenatore guidò Brindisi, Benevento e Formia.

## Palmarès

### Giocatore

#### Club

##### Competizioni nazionali
- Serie B: 2

Perugia: 1933-1934 (girone B)
Genova 1893: 1934-1935
- Serie C: 1

M.A.T.E.R.: 1941-1942